# حالي طيب (ألبوم)
حالي طيب هو البوم للفنانة السورية أصالة نصري، تم إصداره عام 2008.

## قائمة الأغاني
- ابي تصرخ  - 4:59
- الله ياعمري عليك  - 5:54
- أيام وهتعدي  - 4:33 - تامر حسني
- جاي تهنيني  - 4:17
- حالي طيب  - 15:09
- تاج راسي  - 7:58
- تقدر تروح  - 4:24
- عشت وشفت  - 4:03